# Op dem Hamme gen. von Schoeppingk

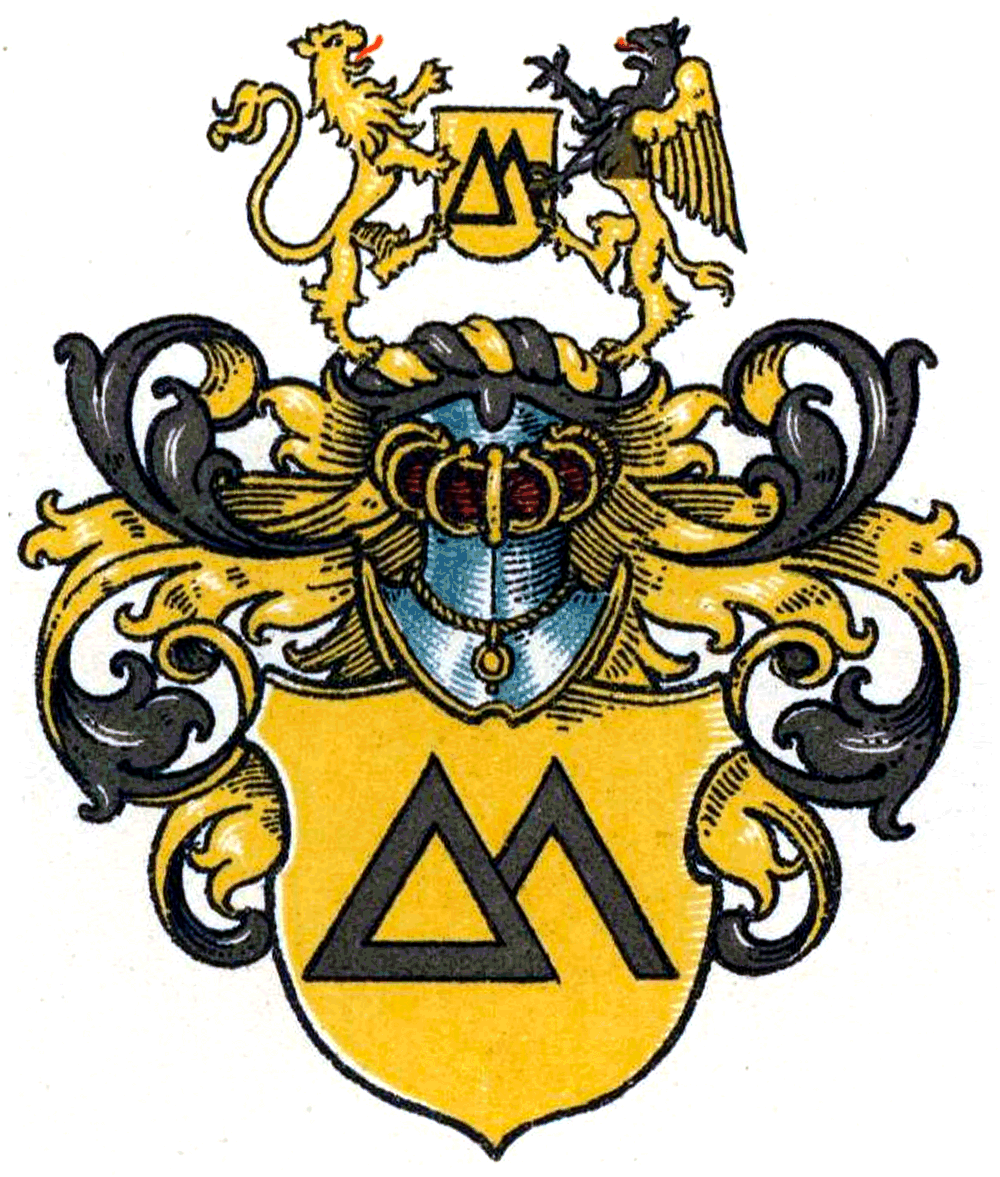
Wappen der op dem Hamme genannt von Schoeppingk

Op dem Hamme genannt von Schoeppingk (auch von Schöpping) ist der Familienname eines deutsch-baltischen uradligen Geschlechts. Die Familie hat ihren Ursprung in Westfalen, wobei die präzise Ortsangabe nicht eindeutig belegt werden konnte. Sie war dort seit dem 13. Jahrhundert sesshaft. Im 15. Jahrhundert emigrierten sie in den baltischen Raum und siedelten sich im Kurland an. 1620 nahm die Kurländische Ritterschaft sie in ihre Matrikel auf und 1818 wurden sie durch das Kaiserreich Russland in den Baronstand erhoben.

## Geschichte
In einer vorliegenden Ahnentafel, schreibt August Wilhelm Hupel, wird als Herkunftsort dieses Geschlechtes das Haus Hamm in der Grafschaft Lippe angegeben. Ebenfalls vermutet man aber auch, dass ihr Ursprung in der Burg Mark (Burghügel Hamm) Grafschaft Mark zu finden sei. Es gäbe aber auch einen Rittersitz Hamm im Herzogtum Kleve und in Herford (Stift Herford) gäbe es einen Hinweis auf ein Dorf Schöppingen. Andererseits wird bei Leopold von Ledebur geschrieben, dass die älteren Glieder dieses Geschlechts aus dem im Münsterland gelegenen Städtchen Schöppingen stammen und dem Hochadel angehört haben sollen. Im Baltischen Biographischen Lexikon heißt es zur Herkunft: „Burgmannengeschlecht aus Kamen (Westf.). Seit Ende d. 15. Jh. in Livland. 1503 mit Bornsmünde (Semgallen) belehnt. 1620 kurl. Indigenat. 1853 u. 1862 russ. Bar“. Johann Dietrich von Steinen berichtet über einen Johann op dem Hamme, geheiten Schöppinck, der 1470 ein Haus in Kamen op dem Roder erworben hatte. Welche unterschiedlichsten Auslegungen und Vermutungen über die Herkunft der Familie op dem Hamme gen. von Schoeppingk bestanden, ist aus dem Kurzbeitrag „Der Geburtsbrief mit eingemalten Wappen für Johann op dem Hamme gen. Schöpping von 1538 als ständisches Dokument der Westfalen-Livland-Beziehungen“ ersichtlich, Friedrich von Klocke kommt zu dem Schluss, dass der Familienursprung in Kamen (Camen) liegt und die Eltern des ausgewanderten Johann op dem Hamme († 1570), Bürger in Kamen und keine Burgmannen waren. Letztlich proklamiert der Heimatverein Schöppingen im Münsterland für sich: „Bereits 1184 urkundlich erwähnt, hatten sich angesehene Adlige - Barone op de Hamme, gen. von Schoeppingk - in Tinge niedergelassen“. Die Namensnennung „op dem Hamme“ soll im Zusammenhang mit der Stadtgründung Hamms in Verbindung stehen. Der Stadtgründer Graf Adolf von der Mark meisterte 1226 in kürzester Zeit geografische und technische Probleme. „Das Gelände „op dem Hamme“ musste baureif und vor allen Dingen verteidigungsfähig hergerichtet werden“, so schildert es Günter Wiesendahl in seinem Referat „Nienbrügge, Mark und die Gründung der Stadt Hamm aus archäologischer Sicht“.
Diese, in der Tat, unterschiedlichsten Orts- und Namensangaben sowie Quellen zum Namen op dem Hamme gen. von Schoeppingk lassen aber darauf schließen, dass es in Westfalen mehrere Familien dieses Namens gegeben haben muss und dass schließlich die Urahnen dieser Familie tatsächlich aus Westfalen stammen.

## Wappen

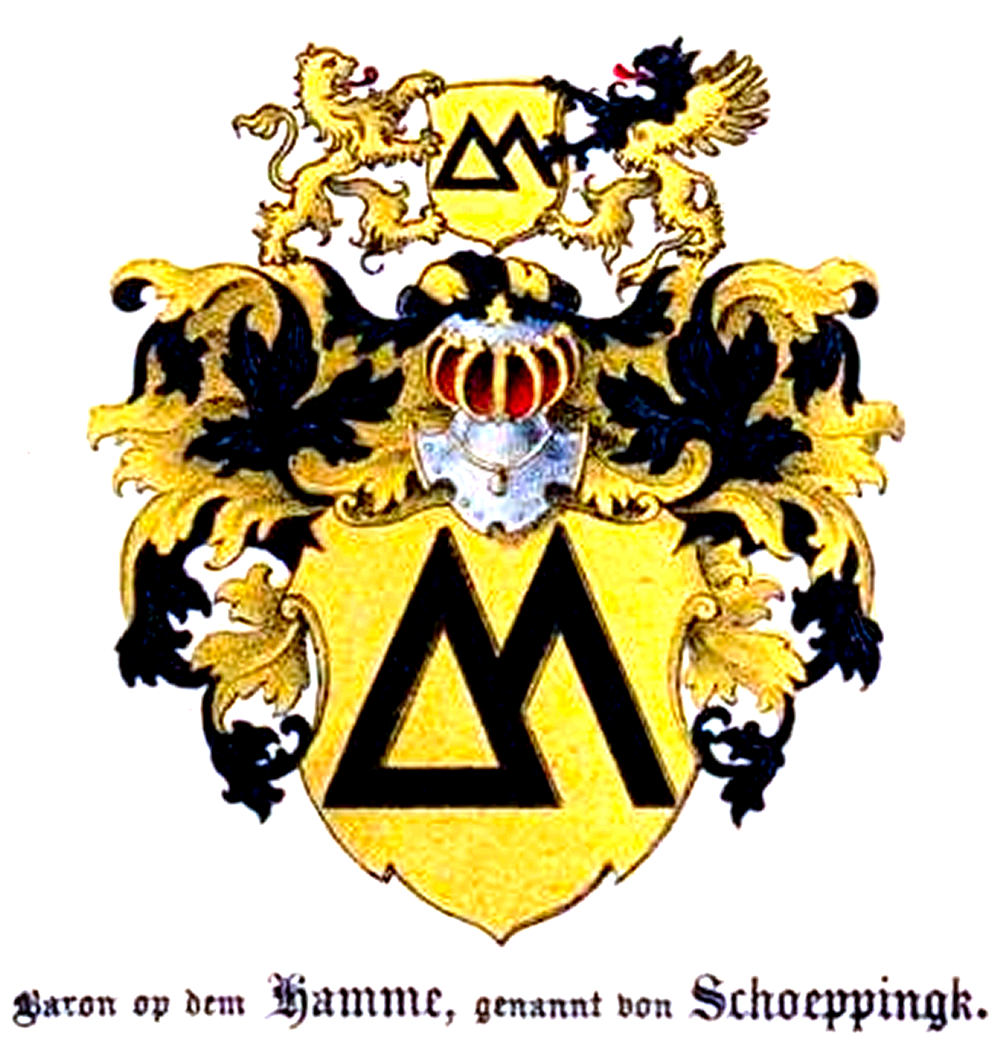

Das Wappen zeigt in Gold ein ausgebrochenes schwarzes Dreieck, daran links einen nach rechts darauf abgestützten schwarzen Sparren. Auf dem Helm mit schwarz-goldenen Helmdecken der Schild, gehalten rechts von einem goldenen Löwen und links von einem goldenen Greif mit schwarzem Kopf, Brust und Fängen.

## Stammfolge
Johann op dem Hamme († 1570), erster Herr auf Bornsmünde ⚭ Clara von dem Berg
- Dietrich op dem Hamme (1534–1606), Herr auf Bornsmünde ⚭ Katharina von Grotthuß († 1592)
  - Dietrich op dem Hamme († 1640), Herr auf Bornsmünde ⚭ Euphemia von Drachenfels
    - Philipp Freiherr op dem Hamme gen. von Schoeppingk (1609–1690) ⚭ Agatha von Nolde († 1650),
      - Johan Dietrich op dem Hamme gen. von Schoeppingk († 1723), Herr auf Bornsmünde ⚭ Brigitte Agatha von Buttlar
        - Philipp Johann op dem Hamme gen. von Schoeppingk (1684–1750), Herr auf Bornsmünde ⚭ Sophia Agnes  von Hahn[10] (1690–1744)
          - Johann Ernst op dem Hamme gen. von Schoeppingk (1711–1777), Landesbevollmächtigter[11] für Kurland ⚭ Juliane Agathe von Heyking (1719–1797)
          - Friedrich Wilhelm op dem Hamme gen. von Schoeppingk (1709–1788), Herr auf Bornsmünde, Mannrichter ⚭ Ernestine Budberg gen. Bönninghausen (1725–1808)
            - Dietrich Ernst op dem Hamme gen. von Schoeppingk (1749–1818), Herr auf Bornsmünde, Landesbevollmächtigter für Kurland, Mannsrichter ⚭ Elisabeth von Stackelberg (1760–1837)
              - Magnus Friedrich op dem Hamme gen. von Schoeppingk (1779–1855), Herr auf Bornsmünde, russischer Geheimrat ⚭ Dorothea von Medem-Keweln (1797–1850)
                - Alexis op dem Hamme gen. von Schoeppingk (1820–1862), Herr auf Bornsmünde ⚭ Alexandrine Gräfin von Lieven (1831–1914)
                - Dietrich Karl Alexis op dem Hamme gen. von Schoeppingk (1858–1868)

              - Otto Friedrich op dem Hamme gen. von Schoeppingk (* 1790 in Sankt Petersburg; † 1874 in Wiesbaden), russischer Generalmajor
                - Dmitri Ottowitsch op dem Hamme gen. von Schoeppingk (* 1823 in Sankt Petersburg; † 1895 in Moskau), Herr auf Bornsmünde, Ethnologe, Archäologe und Mythologe ⚭ Maria Petrowna Yazikowa (1825–1875)
                  - Wladimir Dmitriwitsch op dem Hamme gen. von Schoeppingk (1853–1912), letzter Herr auf Bornsmünde, russischer Hofmeister
                  - Marie op dem Hamme gen. von Schoepping (1848–1915) ⚭ Nicolaus von Prittwitz (1835–1897), russischer Generalleutnant

## Bornsmünde

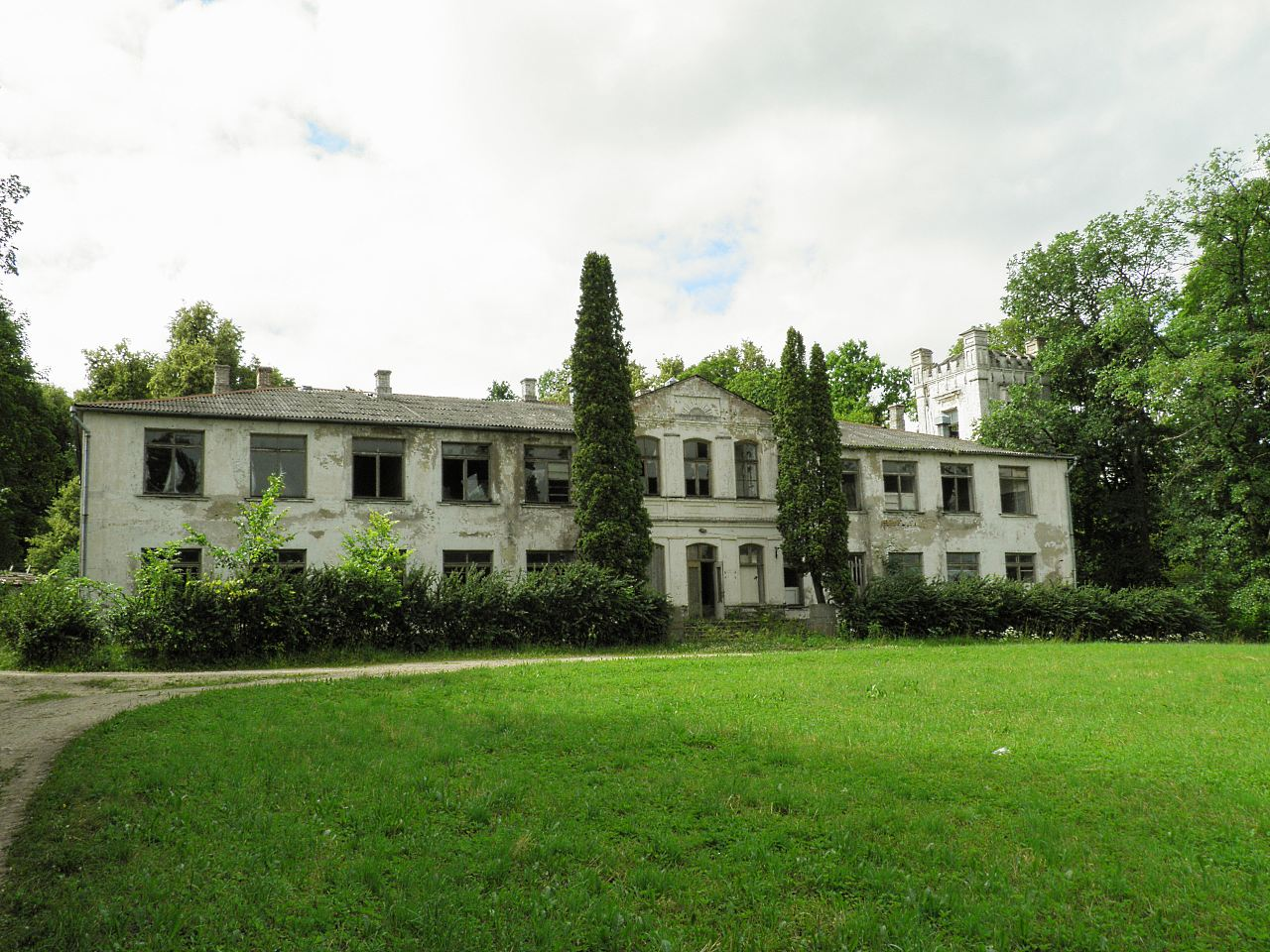
Herrenhaus auf Bornsmünde

Das Gut Bornsmünde liegt in der Region Semgallen in Lettland zwischen Bauska und dem Schloss Rundāle. 1499 erhielt Johann Schepping (später Schoeppingk) das Rittergut. Es ist auch unter der lettischen Bezeichnung Bornsminde bekannt und ist eines der wenigen Güter Lettlands, das sich mehr als vier Jahrhunderte (1499 Johann bis 1920 Wladimir Dimitriwitsch) im Besitz der Adelsfamilie op dem Hamme, genannt von Schoeppingk, befand.

## Grabstätten
Auf dem Friedhof der Gutskapelle von Groß Pankow (Prignitz) sind einige, meist beschädigte Grabstätten vorhanden. Hervorzuheben ist die Grabstätte für Dorothea von Fircks geb. Baronesse op dem Hamme gen. Schoeppingk (1850–1920). Dorothea (Thea) op dem Hamme gen. von Schoepping (* 1850 in Mitau; † 1920 in Wittenberge) war mit Friedrich Otto von Fircks(* 1839 in Rudbahren (Lettland); † 1883 in Berlin) verheiratet, sie war die Tochter des Alexis op dem Hamme gen. von Schoeppingk (1820–1862) und der Alexandra Gräfin von Lieven (1831–1914).
In der Kunigundenkirche zu Borna sind „abgesehen von Epitaphien Bornaer Honoratioren zwischen 1551 und 1802, als Grabmäler aus der Zeit der Völkerschlacht bei Leipzig (1813) zu erwähnen: in der nördlichen Seitenschiffapsis für den preußischen Rittmeister Karl Friedrich v. Waldow; in der südlichen Seitenschiffapsis für den russischen Kapitän Dobrowolsky, daneben an der Südwand ein schlichtes Grabmal für Heinrich von Schöppingk, einen deutschstämmigen Balten, der als kaiserlich russischer Stabskapitän in der Schlacht bei Leipzig schwer verwundet wurde und in Borna starb.“